# 天主教索索贡教区
天主教索索贡教区（拉丁語：Dioecesis Sorsogonensis）是菲律賓一個羅馬天主教教區，屬卡塞雷斯總教區。轄區包括索索貢省，座堂是聖伯多祿與聖保祿座堂。
2006年有教友651,930人、26個堂區、80名司鐸。現任主教為若瑟·易瀾·V·代厄洛戈，榮休主教為阿瑟·M·巴斯特斯。
1951年6月29日升為教區。